# BCC32
BCC32 – kompilator języka C++ przeznaczony na platformę Windows.
Obecnie program ten jest dostępny w 2 różnych wersjach:
- razem z narzędziem typu RAD: C++ Builder – wersja 5.6
- w darmowym pakiecie narzędzi programistycznych FreeCommandLineTools – wersja 5.5.1

BCC32 jest narzędziem obsługiwanym z linii komend (ang. commandline), jednakże przystosowano do niego liczne zintegrowane środowiska programistyczne czego przykładem jest ww. C++ Builder.